# Zlatouszt
Zlatouszt  (orosz nyelven: Златоуст) város Oroszország európai részén, a Déli-Urálban. A Cseljabinszki terület harmadik legnépesebb városa, jelentős ipari központ.
Lakossága: 174 962 fő (a 2010. évi népszámláláskor).

## Elhelyezkedése
A Déli-Urál északi részén, az Aj folyó partján, Cseljabinszk területi székhelytől légvonalban 110 km-re, országúton 144 km-re nyugatra helyezkedik el. Hegyekkel körülvett völgyben, északról délre 15,4 km, nyugatról keletre 10,4 km hosszan húzódik. Vasútállomás (Moszkvától 1941 km-re), a Transzszibériai vasútvonal dél-uráli, Ufa–Cseljabinszk közötti szakaszán,. A város mellett vezet az  „Urál” főút, melyhez bekötőúttal kapcsolódik.
Az Urál legmagasabban, 400–600 m tengerszint feletti magasságban fekvő városa. Körzetében terül el a Déli-Urálhoz tartozó Taganaj-hegység (1000–1150 m-re nyúló csúcsokkal), valamint az azonos nevű nemzeti park (kb. 52 km²), melyet 1991-ben alakítottak ki.
A történelmi városmag a III. Internacionáléról elnevezett tér, mely a városi tó gátja mellett alakult ki. A város további négy, egymástól elkülönülő részből áll: a tértől északnyugatra van a kohászati gyár, északkeletre a vasútállomás, délebbre a Gagarin úton lévő buszpályaudvar körzete; a délkeleti Novij Zlatouszt (korábban Urzsumka, később Szuvorov telep) nevű városrészt és gépgyárát a központi részektől nagyobb erdős terület választja el.

## Története
Az Aj és mellékfolyója, a Tyeszma találkozásánál a tulai Moszolov kereskedőcsalád tagjai 1751-ben vasgyártó manufaktúrát alapítottak. Az üzem építése 1754-ben kezdődött, de sok akadályba ütközött. A termelést csak 1761-ben indították el, miután a tulajdonos Moszkva környékéről több száz jobbágyot ide telepített. 
Az üzemet és a mellette kialakult települést a 4. században élt szentről, Aranyszájú Szent Jánosról – oroszul Ioann Zlatouszt – nevezték el. Nevét még a szovjet időszakban sem változtatták meg. 1811-ben az üzem kincstári tulajdonba került, és Zlatouszt a dél-uráli vasgyártó- és bányakörzet központja lett.

### Fegyvergyártás, 19. század
A napóleoni háborúk végén, 1815-ben alapították meg híres fegyvergyárát, ahol hidegfegyvereket (szúró-vágó fegyvereket) készítettek a hadsereg és a flotta számára. Kezdetben a műhelyeket faépületekben helyezték el az Aj folyó partján. A gyár végleges, nagy téglaépületét 1831–1839 között emelték; mellette valamivel korábban, 1825–1833 között építették az Arzenál épületét (fegyverraktár és -kereskedés, múzeum, könyvtár stb.), mindkettőt késő-klasszicista stílusban. 
Az újonnan alapított fegyvergyár is a kincstár (az „állam”) tulajdonában állt, de önálló vállalkozás volt, formálisan nem tartozott a korábbi gyárhoz. Igazgatósága kezdetben németekből állt, a mestereket is német városokból, köztük Solingenből toborozták. A letelepedő német családok részére több mint 50 földszintes faházat építettek, külön templomuk volt, 1820-tól német klub is működött. A gyárban dolgozott P. P. Anoszov kohómérnök is, később igazgató, aki számos újítása mellett megfejtette és publikálta is a középkor óta elfelejtett damaszt acél készítésének „titkát”. 1919 után a fegyvergyár is a nagy gépgyár (vagy mechanikai gyár) egyik részlege lett. Hidegfegyverekből az utolsó nagyobb tételt az 1945. évi moszkvai győzelmi díszszemlére készítették. Az 1850-es évek végén újabb fegyvergyártó üzem alakult. Itt öntötték Oroszország első acélágyúit, de az ágyúgyártást 1867-ben abbahagyták. 
Zlatouszt 1865-ben város és az akkor megalakított ujezd székhelye lett. Később, 1931-től 1935-ig járási székhely volt. A 19. század végére a fejlődést már erősen hátráltatta a megbízható közlekedési útvonalak hiánya, hiszen a gyárak termékeit még mindig csak az Aj folyón úsztatva tudták elszállítani. 1890-ben azonban befutott az első vonat, és az újonnan épített Szamara–Zlatouszt vasútvonalon (két évvel később Cseljabinszk felé is) megindult a forgalom.

### 20. század

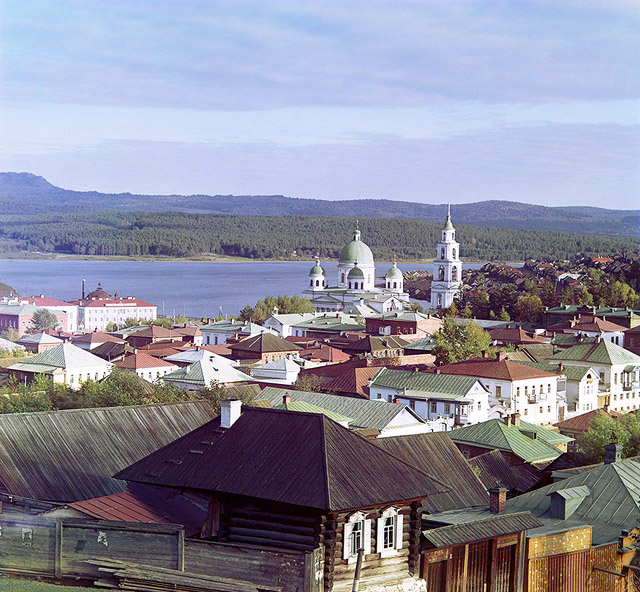
Zlatousszt (1912 körül)

1929-ben elkészült az első vezetékes vízellátó rendszer, és ugyanabban az évben megnyílt az újonnan épült városi kórház, az Urál akkori legnagyobb gyógyintézete. Folytatódott Zlatouszt iparának fejlesztése. A nagy központi gyárat Leninről nevezték el (Lenin Mechanikai Gyár vagy Lenin Gépgyár, majd az 1990-es években Bulat Gyár). 1925-ben leválasztották róla és önálló vállalattá szervezték a kohászati üzemet. Az országban itt készítettek először golyóscsapágy acélt 1931-ben. Az 1930-as évek folyamán az iparban vegyes termékszerkezet alakult ki: kézi-, építőipari és szerszámgépek, sajtoló berendezések, sebészeti eszközök, stb., valamint acélok és hengereltáruk gyártása folyt. 1938-tól azonban hirtelen megnőtt a hadiipari termékek aránya: egyre inkább átálltak különféle töltények, lövedékek, később gyalogsági aknák, páncéltörő lövedékek gyártására. 1939-ben tovább bővítették a kohászati üzemet.
1939-ben Zlatouszt körzetében, 12 km-re a központtól, Urzsumka vasútállomás mellett kezdték meg az 54. számú gyár, majd egy lőfegyvergyár építését. A gyárakkal, utakkal egyidőben alakult ki az új munkástelep, melyet később közigazgatásilag Zlatouszthoz csatoltak (előbb Urzsumka, majd Novij Zlatouszt néven). A világháború idején, 1941 novemberében a tulai fegyvergyár és a podolszki gépgyár berendezéseit ide telepítették át. Ettől kezdve a város gyáraiban is készültek a híressé lett fegyverek, mint az 1910-es mintájú Maxim-géppuska, a Gyegtyarjov-féle páncéltörő puska, a Tokarev-féle SZVT–38 öntöltő puska, a VJa–23-as repülőgép-fedélzeti gépágyú, stb. A lőfegyvergyár – későbbi nevén Zlatouszti Gépgyár – új részlegeként 1947-ben létrehozták a 385. számú különleges tervezőirodát (СКБ № 385), itt fejlesztették ki és kezdték gyártani az első R–11 és R–11M jelű taktikai rakétákat és itt készítették a tengeralattjárókon rendszeresített első szovjet ballisztikus rakétákat. A Zlatouszti Gépgyár a rakétaipar egyik fontos vállalata lett és részt vállalt az űrprogramokban is. (1959-ben a tervezőirodát a közeli Miasszba helyezték át, ez lett a V. P. Makejev Állami Rakétaközpont).
1941-ben Taganrogból a fémszerkezetek gyára, Kijevből a ruhagyár, Moszkvából az 1. számú óragyár berendezései és szakemberei érkeztek a városba. Több mint tizenötezer ember elhelyezéséről kellett hirtelen gondoskodni, és egy részüknek csak barakkokban, földbevájt kunyhókban jutott hely. Az evakuált gyárakból később egy sor új vállalat alakult. A háború utáni évtizedekben fokozatosan kiépült a város kommunális és közlekedési hálózata, többszintes házakból álló új lakótelepek jöttek létre. 1961-ben a vízellátás javítására az Aj folyón, a várostól délre víztározó épült, de tíz évvel később már felújításra szorult. A talaj felső rétegét előzőleg nem távolították el, és az iszaposodás a vízellátásban azóta is gondokat okoz.

## Gazdasága
Zlatouszt az Urál nagy iparvárosa, a minőségi acélgyártás és a gépipar egyik központja volt. A szovjet korszakban alakult ki többek között a kovácsoló- és sajtoló berendezések, a fémforgácsoló-, a csiszoló- és köszörűgépek, az exkavátorok, a hűtőgépek (Poljusz márkanévvel), a precíziós műszerek és órák, valamint a mezőgazdasági gépek (aratógépek) gyártása. A hadiipari fegyverek és lövedékek gyártása mellett vadászfegyverek is készültek.
A kohászati gyár – saját honlapja szerint – napjainkban is különleges minőségű speciális, márkázott acélokat és ötvözeteket állít elő. Újsághírek szerint azonban a korábbi nagy kohászati gyár jogutódja, a Zlatouszti Elektrokohászati Gyár Zrt. 2020 őszén már csődeljárás alatt állt. A telephelyén üzemelő kisebb cég, a Zlatouszti Kohászati Gyár Kft. csupán acéltuskók gyártásával foglalkozott.
A Zlatouszti Gépgyár (Zlatmas) az 1960-as évek óta a rakéta- és űripar fontos vállalata. Napjainkban a Roszkozmosz állami vállalatcsoport része, a haditengerészeti stratégiai rakétarendszerek egyik vezető gyártója. A cég energiarendszere a saját üzemrészek ellátása mellett biztosítja az ivóvíz-, a hő- és villamosenergia-ellátást a városrész lakónegyedeiben is.
A szovjet korszakban a Lenin nevét viselő gyárhoz tartozó vállalatokból 1992-ben Bulat Gyár néven ún. termelési egyesülést, majd részvénytársaságot hoztak létre. A cég a gazdasági válságot nem élte túl: miután a város átvette tőle a kórházat, a kultúrházat, a gyári lakótelepet, 2004-ben felszámolásra került, az egykori telephelyek nagyrészt pusztulásnak indultak.

## Kultúra, felsőoktatás

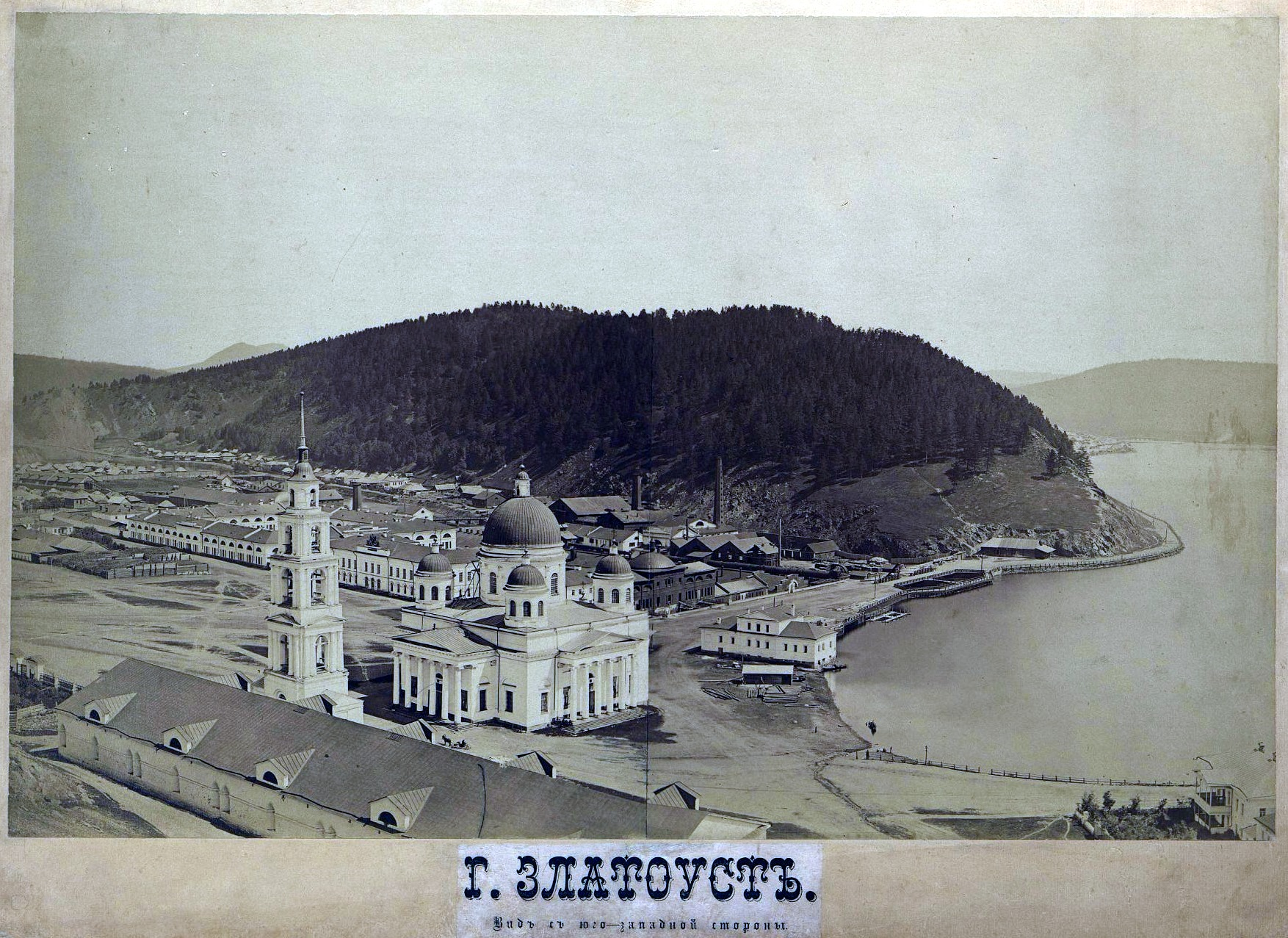
A város az egykori Szentháromság-székesegyházzal, 1895–1905 körül

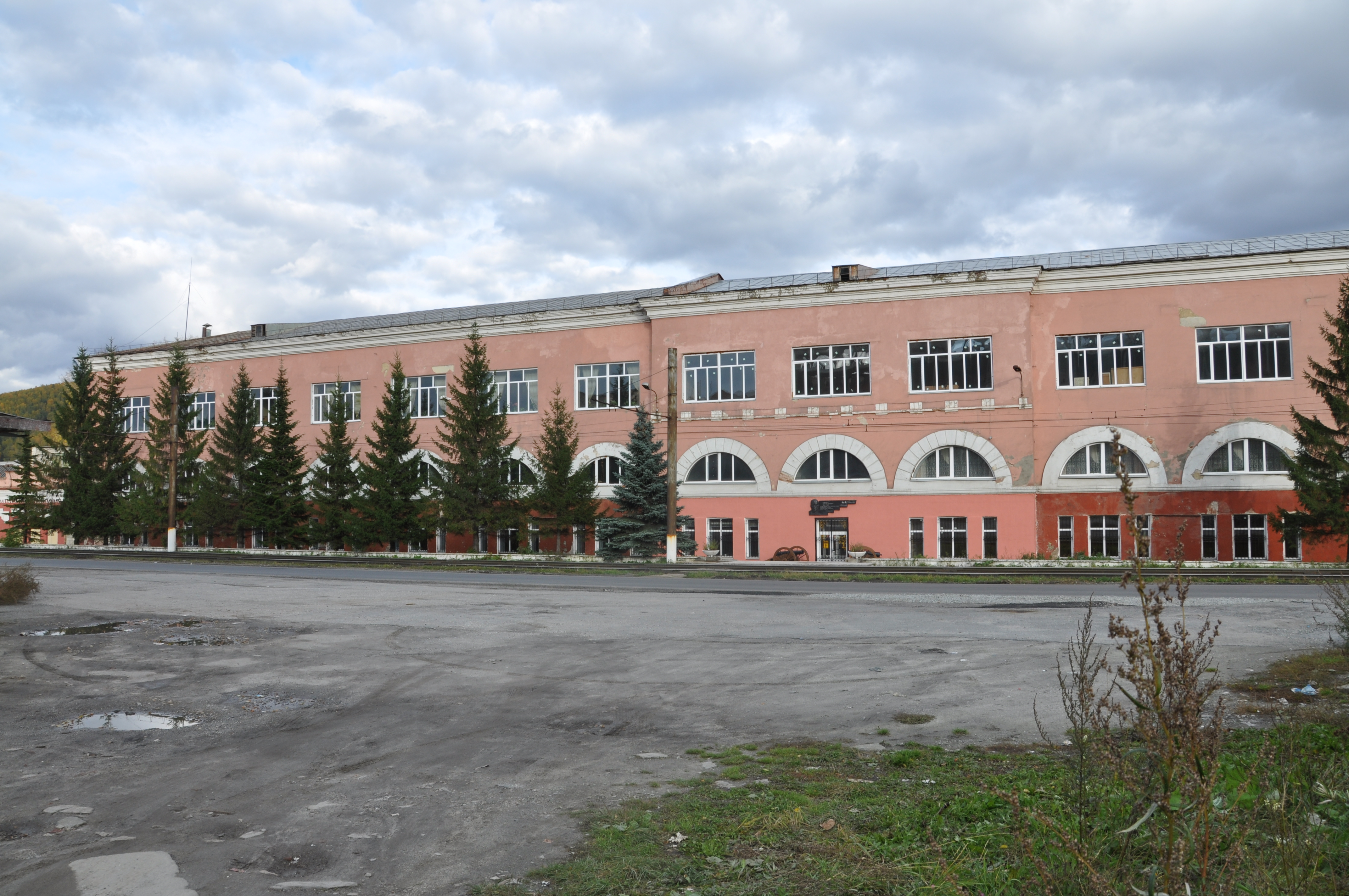
Az egykori fegyvergyár épülete

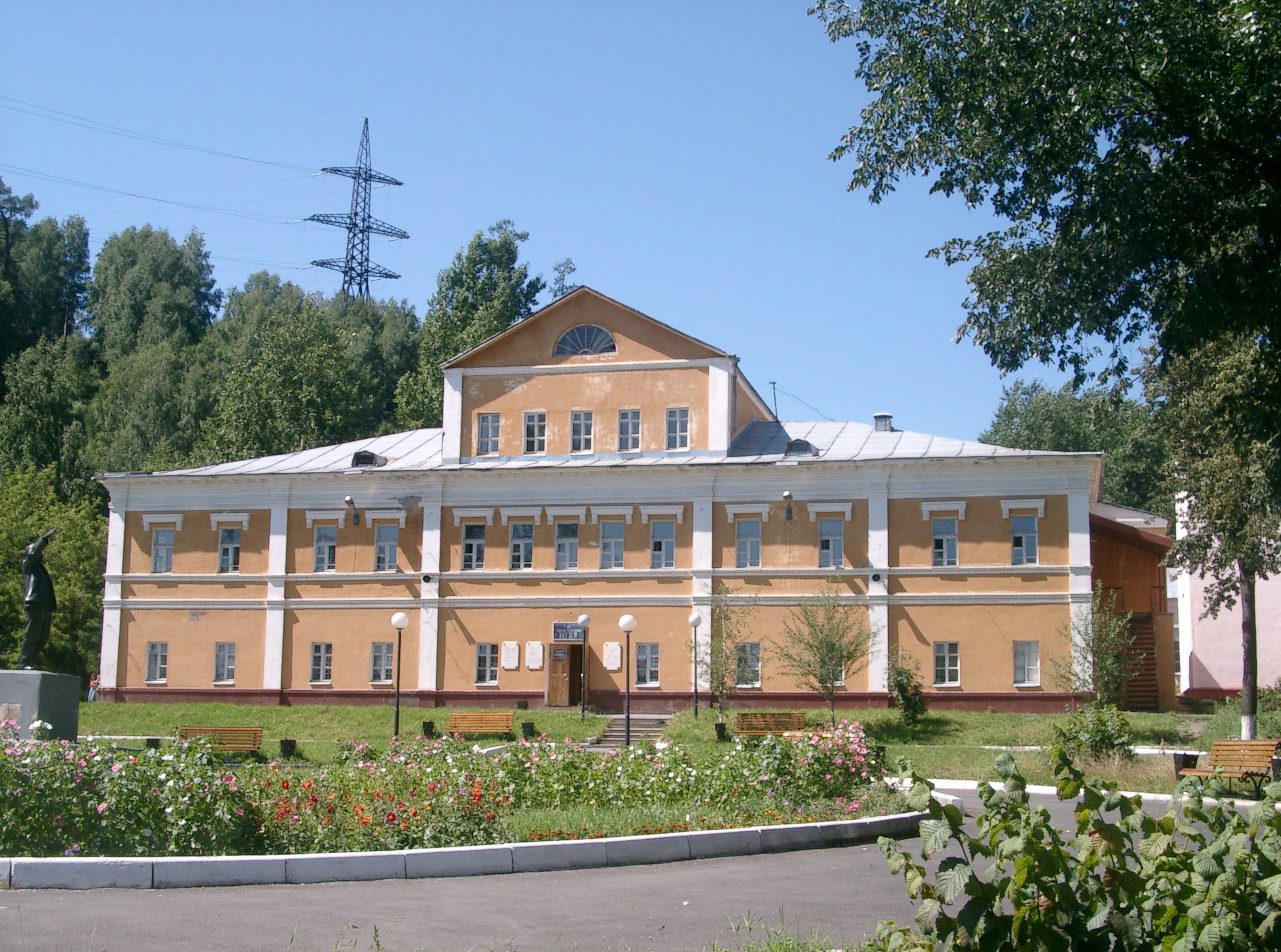
A helytörténeti múzeum (eredetileg a bányafőnöki épület)

A város egykori központi templomát az üzemi tó partján 1835-ben kezdték építeni és 1842-ben szentelték fel. Az ötkupolás, 51 m magas Szentháromság-székesegyház az Urál egyik legnagyobb templomépülete volt. 3000 fő befogadására tervezték, mellette ötszintes, 72,5 m-es harangtornyot emeltek (1843–1848). 1928-ban a templomot bezárták és helyiségeit átadták a helytörténeti múzeumnak. 1932-ben lebontották a harangtornyot, majd a következő évben a templomépületet is, miután a múzeumot átköltöztették mai helyére.
A régi székesegyházzal ellentétben a 19. század első feléből fennmaradt az egykori fegyvergyár orosz П-alakú nagy épülete és mellette az Arzenál épülete. Az egykori fegyvergyárnak az Arzenálban régtől fogva saját múzeuma volt, de azt a háborús 1915. évben bezárták, és a muzeális tárgyak nagy része elkallódott. Az Arzenál épületét a szovjet korszakban a Lenin Gyár igazgatósága használta. Mindkét épület műemlék, hasznosításukra több elképzelés is született.
- A városban működik a Dél-Uráli Állami Egyetem kihelyezett tagozata (filiáléja). A felsőoktatási intézményt 1962-ben a Cseljabinszki Műszaki Főiskola esti tagozataként alapították Novij Zlatouszt városrészben. 1977-től már nem "esti" tagozatként működött. Az évtizedek során az anya-intézményt többször átszervezték és átnevezték, 1997-ben egyetemi rangra emelve Dél-Uráli Állami Egyetem lett. 2017-ben külső, öt városban működő tagozatait megszüntették, de a zlatouszti megmaradt, hivatalos rövidített neve: филиал Южно-Уральского государственного университета в г. Златоусте.[13][14]

- Helytörténeti Múzeum. 1925-ben a városban helytörténeti múzeumot alapítottak. Gyűjteményét ideiglenesen az 1928-ban bezárt Szentháromság-székesegyházban helyezték el és 1933-ban költöztették mai helyére, az egykori bányafőnökség épületébe. A múzeum kiállítása bemutatja a helyi mesterek 19. század első feléből származó munkáit, díszes szúró-vágó fegyvereit. Látható itt a környék gyáraiból származó különleges vasöntvény-gyűjtemény, valamint egy gazdag kőzet- és ásványgyűjtemény is.

- 2015-ben új múzeum alakult: a Fegyvergyári Múzeumot a gyár alapításának 200. évfordulóján nyitották meg. Kiállítása a régi gyár termelésének választékából ad ízelítőt: gazdagon díszített hidegfegyverek, étkészletek, edények, személyes használati tárgyak, stb. A kiállított tárgyak érzékeltetik a zlatouszti fém-díszítő művészet kialakulásának történetét.[15][16]

- A város színháza, az Omnibusz Színház – a pandémia miatt kissé megkésve – 2021 januárjában ünnepelte fennállásának 100. évfordulóját. A társulat szervezése 1920 tavaszán kezdődött, és már ősszel megtartották az első bemutatót egy kereskedő raktárépületében. 1926-ban a Kis Arzenál nevű épületben kezdték az évadot, de az csakhamar leégett, helyreállítása másfél évig tartott. Az előadásokat 1928 őszén folytathatták; az 1930-as években vendégtársulatok zenés darabokat, operát, balettet adtak elő. A háború idején a társulat szétszéledt, épületét a Moszkvából evakuált óragyárnak adták át, de az Orjolból ide áttelepült színház társulata révén folytatódott a színházi élet. A háború után új társulat alakult, klasszikus orosz és szovjet szerzők drámáit adták elő, esetenként a város történetéről szóló darabokat is bemutattak. Bő húsz éven át egy gyár kultúrházában játszottak, illetve más városokban vendégszerepeltek. 1968-ban a színház visszakapta korábbi, felújított épületét. 1990–1991-ben ismét felújították, akkor nyerte el mai formáját és mai nevét is.[17][18]

## A város híres szülöttei
- Borisz Saposnyikov, a Szovjetunió marsallja,
- Anatolij Karpov olimpiai és világbajnok sakkozó